# 维尼奥勒 (夏朗德省)
维尼奥勒（法語：Vignolles，法語發音：[viɲɔl]）是法国夏朗德省的一个市镇，位于该省西南部，属于干邑区。

## 地理
维尼奥勒（45°30'35"N, 0°5'19"W）面积8.8 平方千米，位于法国新阿基坦大区夏朗德省，该省份为法国西部内陆省份，北起德塞夫勒省和维埃纳省，东临上维埃纳省，东南至多尔多涅省，南至多爾多涅省，西接滨海夏朗德省。
与维尼奥勒接壤的市镇（或旧市镇、城区）包括：拉迪维尔、圣博内、圣梅达尔、巴伯济约-圣伊莱尔、贝勒维涅。

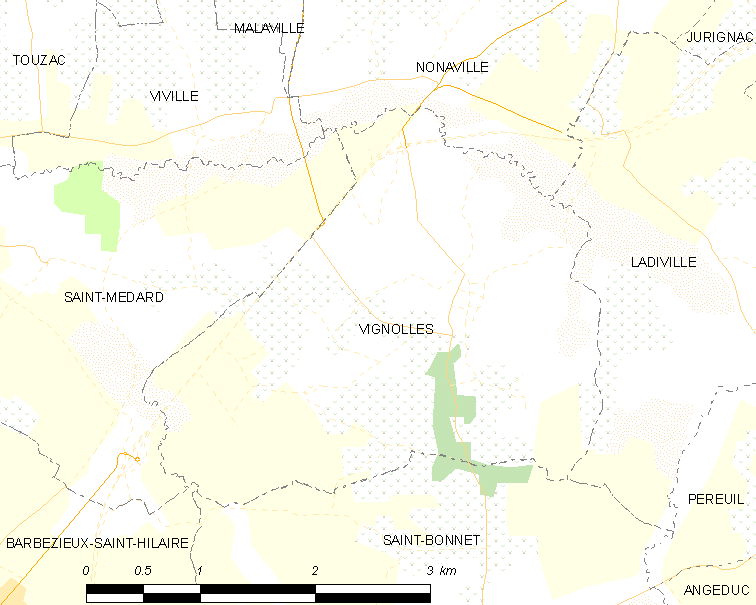
的OSM定位图

维尼奥勒的时区为UTC+01:00、UTC+02:00（夏令时）。

## 行政
维尼奥勒的邮政编码为16300，INSEE市镇编码为16405。

## 政治
维尼奥勒所属的省级选区为夏朗德南县。

## 人口

1962-2008年间人口变化图示

维尼奥勒于2022年1月1日时的人口数量为161人。